# Comuna Mîropillea, Krasnopillea
Mîropillea (în ucraineană Миропілля) este o comună în raionul Krasnopillea, regiunea Sumî, Ucraina, formată din satele Mîropillea (reședința) și Oleksandria.

## Demografie
Componența lingvistică a comunei Mîropillea
     Ucraineană (95,59%)
     Rusă (4,09%)
     Alte limbi (0,09%)
Conform recensământului din 2001, majoritatea populației comunei Mîropillea era vorbitoare de ucraineană (95,59%), existând în minoritate și vorbitori de rusă (4,09%).